# Obična prepelica
Obična prepelica (lat. Coturnix coturnix) je vrsta ptica iz porodice fazana, s brojnim podvrstama. Coturnix je latinski naziv za ovu vrstu. Najmanja je iz reda koka. Najčešća su joj staništa žitna polja i ravnice sa livadama. 

## Taksonomija
Obične prepelice je formalno opisao švedski prirodnjak Karl Line 1758. godine u desetom izdanju svog dela Systema Naturae pod binomnim imenom Tetrao coturnix. Specifični epitet coturnix je latinska reč za običnu prepelicu. Ova vrsta je sada smeštena u rod Coturnix koji je 1764. godine uveo francuski prirodnjak Fransoa Aleksandar Pjer de Garso. Ranije se smatralo da je obična prepelica srodna japanskoj prepelici (Coturnix japonica). Opsezi rasprostranjenosti ove dve vrste preklapaju se u Mongoliji i blizu Bajkalskog jezera bez očiglednog ukrštanja, a u zatočeništvu potomci ukrštanja pokazuju smanjenu plodnost. Japanska prepelica se stoga sada tretira kao zasebna vrsta.
Prepoznato je pet podvrsta:
- C. c. coturnix (Linnaeus, 1758) – gnezdi se u Evropi i severozapadnoj Africi do Mongolije i severne Indije, zimuje u Africi i centralnoj, južnoj Indiji
- C. c. conturbans Hartert, 1917 – Azori
- C. c. inopinata Hartert, 1917 – Zelenortska ostrva
- C. c. africana Temminck & Schlegel, 1848 – podsaharska Afrika i tri ostrva
- C. c. erlangeri Zedlitz, 1912 – istočna i severoistočna Afrika

## Opis
Prepelica je mala ptica duga 17 cm i teška 95—150 g. Ima raspon krila 32—35 cm. Glava joj je smeđe boje, oči su crvenkasto smeđe, a kljun je tamnosmeđe boje. Noge su joj žutoružičaste, dok je vrat smeđe boje. Hrani se semenkama, lisnim i cvetnim pupoljcima te kupinama, a mladi se hrane uglavnom insektima, sve dok ne postanu samostalni. Životni vek prepelice procjenjuje se na 10 godina. Ona je ptica selica, te često strada prilikom seobe. Zime provode u Africi. Prirodni neprijatelji su joj zveri i ptice grabljivice. Ovu pticu je teško videti, jer više hoda nego leti i skriva se u zelenilu. Krik prepelica se čuje na udaljenosti od oko pola kilometra. Brojno stanje prepelica je moguće pratiti upravo na osnovu glasanja kojim mužjaci obeležavaju svoju teritoriju.

## Ugroženost
Lovačka udruženja i udruženja za zaštitu ptica su u stalnom sukobu u vezi činjeničnog stanja populacije prepelice kod nas. Lovci tvrde da nije ugrožena, a ornitolozi da joj broj opada zbog upotrebe hemikalija u poljoprivredi, nestanka staništa pogodnih za gnežđenje i prekomernog i nekontrolisanog lova. Osim toga prepelica se u Srbiji lovi nedozvoljenim sredstvima, takozvanim vabilicama, što je nesportski način lova, pošto su ptice iscrpljene od selidbe primamljene glasom na mesta noćenja i tu se masovno ubijaju.

## Razmnožavanje
Sezona parenja traje tokom maja. Mužjaci ne trpe druge mužjake u prisustvu ženke prilikom parenja. Kad navrši od 6 do 8 sedmica, ženka prepelice u gnezdo napravljeno od trave polaže od 6 do 18 belih ili prljavožutih jaja sa crnim pegama, te na njima leži od 16 do 18 dana. Gnezdo se nalazi ispod grmlja, zaštićeno je od grabljivaca. Dok ženka leži na jajima, mužjak traži drugu ženku za parenje, ne brinući se za svoje leglo. Mladi su uz majku oko tri sedmice, nakon čega postaju samostalni i znaju leteti. Prepelice su brižljive prema svojim mladima, a nekad prihvate i tuđe piliće koji su ostali bez majke.

## Ljudi i prepelice
Mnogi ljudi imaju prepelice kao kućne ljubimce jer se lako održavaju. Dosta ljudi ih lovi zbog mesa. U Srbiji sezona lova na prepelice traje od početka avgusta do kraja septembra. Prepelice se tradicionalno love na području Mediterana. Njihovo meso je veliki delikates i najčešće se koriste u malteškoj, indijskoj i portugalskoj kuhinji. Prepeličja jaja se često prodaju u prodavnicama i jako su malena u odnosu na kokošja, ali imaju sličan ukus. Osim veličine, razlika između prepeličjih i kokošjih jaja je u tome što prepeličja imaju malo manje holesterola. Ponekad se poslužuju sirova uz suši.
U egipatskim hijeroglifima, uz bezbrojne predstave ostalih ptica i životinja, postoji i simbol prepelice.

## Japanska prepelica
Japanska prepelica (lat. Coturnix coturnix japonica), udomaćena i pripitomljena, najproduktivnija je domaća životinja čija su jaja i meso bogata visokovrednim sastojcima za ljudski organizam, jačaju imunitet, te ubrzavaju oporavak od bolesti. Živi uglavnom u Japanu i Sibiru. Perje joj je žutosmeđe boje, a ispod oka ima bijelu mrlju.

## Trovanje
Ako se prepelice hrane izvesnim biljkama, iako se o uzročnim biljkama još uvek vodi rasprava, meso prepelica može da bude otrovno, pri čemu se jedna od četiri osobe koje konzumiraju zatrovno meso razboli od koturnizma, koji je karakterisan bolom u mišićima, i može da dovede do zatajenja bubrega.

## Galerija
- Ilustracija mužjaka
- Ženka
- | w | Na hijeroglifima

## Literatura
- Mlíkovský, Jirí (2002a): Early Pleistocene birds of Stránská skála, Czech Republic: 2. Absolon's cave. Sylvia. 38: 19—28. Недостаје или је празан параметар |title= (помоћ) [English with Czech abstract]. PDF fulltext
- The genetic link between the Chinese bamboo partridge (Bambusicola thoracica) and the chicken and junglefowls of the genus Gallus. A. Fumihito, T. Miyake, M. Takada, S. Ohno, and N. KondoYamashina, Institute for Ornithology, Chiba Prefecture, Japan.
- Phylogenetic analysis of gallinaceous birds inferred from mitochondrial NADH dehydrogenase subunit 5 gene sequences Wee Hui Kit Publisher: 2002.
- A Molecular Phylogeny of the Pheasants and Partridges Suggests That These Lineages Are Not Monophyletic R. T. Kimball,* E. L. Braun,*,† P. W. Zwartjes,* T. M. Crowe,‡,§ and J. D. Ligon*
- Seabrook-Davison, Mark; Huynen, Leon; Lambert, David M.; Brunton, Dianne H. (2009-07-28). „Ancient DNA Resolves Identity and Phylogeny of New Zealand's Extinct and Living Quail (Coturnix sp.)”. PLOS ONE (на језику: енглески). 4 (7): e6400. Bibcode:2009PLoSO...4.6400S. ISSN 1932-6203. PMC 2712072 . PMID 19636374. doi:10.1371/journal.pone.0006400 .
- McGowan, P. J. K. (1994). „Family Phasianidae (Pheasants and Partridges)”.  Ур.: del Hoyo, J.; Elliot, A.; Sargatal, J. New World Vultures to Guineafowl. Handbook of the Birds of the World. 2. Barcelona, Spain: Lynx Edicions. стр. 434–479. ISBN 84-87334-15-6.
- Johnsgard, P. A. (1986). The Pheasants of the World. Oxford, UK: Oxford University Press.
- Johnsgard, P. A. (1988). The Quails, Partridges, and Francolins of the World. Oxford, UK: Oxford University Press.
- Kimball, R. T.; Braun, E. L.; Zwartjes, P. W.; Crowe, T. M.; Ligon, J. D. (1999). „A molecular phylogeny of the pheasants and partridges suggests that these lineages are not monophyletic”. Molecular Phylogenetics and Evolution. 11 (1): 38—54. PMID 10082609. doi:10.1006/mpev.1998.0562.
- Kimball, Rebecca T.; Braun, Edward L. (2014). „Does more sequence data improve estimates of galliform phylogeny? Analyses of a rapid radiation using a complete data matrix”. PeerJ. 2: e361. PMC 4006227 . PMID 24795852. doi:10.7717/peerj.361.

## Spoljašnje veze
- Coturnix coturnix на BirdLife.org (језик: енглески)
- „Coturnix coturnix”. Avibase.
- „Obična prepelica”. Internet Bird Collection.
- European Quail фото галерија на VIREO (Drexel University)
- Интерактивна мапа на IUCN Red List maps
- Аудио запис на Xeno-canto.